# Дальньокубасовська сільська рада
Дальньокуба́совська сільська рада (рос. Дальнекубасовский сельский совет) — сільське поселення у складі Шатровського району Курганської області Росії.
Адміністративний центр — село Дальня Кубасова.
Населення сільського поселення становить 262 особи (2017; 334 у 2010, 569 у 2002).

## Склад
До складу сільського поселення входять:
| Населений пункт       | Населення, осіб (2002) | Населення, осіб (2010) |
| --------------------- | ---------------------- | ---------------------- |
| Дальня Кубасова, село | 325                    | 203                    |
| Каширцево, присілок   | 230                    | 124                    |
| Лукина, присілок      | 14                     | 7                      |